# Весново (Славский городской округ)
Весново — посёлок в Славском районе Калининградской области.

## Название
Посёлок имел разные название в разные годы:
- Вассерлаукен до 1938
- Вассерлакен до 1946 года

### Климат
Климат посёлка характеризуется, как переходный от морского к умеренно континентальному.

### Часовой пояс
Посёлок, как и вся Калининградская область имеет часовой пояс UTC+2.

## Население
| 2002 | 2010 |
| ---- | ---- |
| 32   | ↘31  |